# No Angels
No Angels är en tysk popgrupp bildad 2000 och som då bestod av medlemmarna Nadja Benaissa, Jessica Wahls, Lucy Diakovska, Sandy Mölling och Vanessa Petruo.

## Karriär
Gruppen skapades efter att de hade vunnit varsin plats i gruppen under talangtävlingen Popstars år 2000. 
En av gruppens stora försäljningssuccéer var singeln Still in Love with You som skrevs av det svenska låtskrivarparet Figge Boström och Johan Lindman. Totalt har gruppen haft fyra ettor på den tyska försäljningslistan över singlar och tre av deras musikalbum har legat etta i Tyskland. 
Under 2004 splittrades gruppen då alla ville satsa på solokarriärer, men 2007 meddelades att de återförenades. Dock ersattes Vanessa Petruo av Jessica Wahls, som sedan dess är fast medlem i gruppen. 

### Eurovision Song Contest
Den 6 mars 2008 vann gruppen Tysklands uttagning till Eurovision Song Contest 2008 med låten Disappear. Bidraget skrevs av norska Hanne Sørvaag och danska Thomas Troelsen. Efter omröstningen i finalen i Belgrad hade bidraget fått 14 poäng och slutade därmed på delad sistaplats med Storbritannien och Polen.

### Kontroverser
I april 2009 arresterades bandmedlemmen Nadja Benaissa, misstänkt för att ha haft sex med tre män mellan 2004 och 2006 utan att ha berättat för dem att hon var HIV-smittad. Minst en av de tre männen testades senare positivt för HIV.

## Diskografi

### Musikalbum
- 2001 Elle'ments
- 2002 Now ... Us!
- 2002 When the Angels Swing (livealbum)
- 2003 Ultimate Collection (samlingsalbum)
- 2003 Pure
- 2003 The Best of No Angels (samlingsalbum)
- 2004 Acoustic Angels (livealbum)
- 2007 Destiny
- 2008 Very Best of No Angels (samlingsalbum)
- 2009 Welcome to the Dance

### Singlar
| År   | Titel                                       | Musikalbum                          | Listplaceringar | Listplaceringar | Listplaceringar | Listplaceringar |
| År   | Titel                                       | Musikalbum                          | TYS             | ÖST             | SCH             |                 |
| ---- | ------------------------------------------- | ----------------------------------- | --------------- | --------------- | --------------- | --------------- |
| 2001 | Daylight in Your Eyes                       | Elle'ments                          | 1               | 1               | 1               |                 |
| 2001 | Rivers of Joy                               | Elle'ments                          | 7               | 11              | 10              |                 |
| 2001 | There Must Be an Angel                      | Elle'ments                          | 1               | 1               | 2               |                 |
| 2001 | When the Angels Sing/Atlantis (med Donovan) | Elle'ments / Now ... Us!            | 5               | 5               | 16              |                 |
| 2002 | Something About Us                          | Now ... Us!                         | 1               | 1               | 11              |                 |
| 2002 | Still in Love with You                      | Now ... Us!                         | 2               | 4               | 10              |                 |
| 2002 | Let's Go to Bed (med Mousse T)              | Now ... Us!                         | 12              | 46              | —               |                 |
| 2002 | All Cried Out                               | Now ... Us! / When the Angels Swing | 18              | 23              | 56              |                 |
| 2003 | No Angel (It's All in Your Mind)            | Pure                                | 1               | 10              | 46              |                 |
| 2003 | Someday                                     | Pure                                | 5               | 16              | 36              |                 |
| 2003 | Feelgood Lies                               | Pure                                | 3               | 12              | 29              |                 |
| 2003 | Reason                                      | The Best of No Angels               | 9               | 12              | 28              |                 |
| 2007 | Goodbye to Yesterday                        | Destiny                             | 4               | 21              | 16              |                 |
| 2007 | Maybe                                       | Destiny                             | 36              | 62              | —               |                 |
| 2007 | Amaze Me/Teardrops                          | Destiny                             | 25              | —               | —               |                 |
| 2008 | Disappear                                   | Destiny                             | 4               | 37              | 96              |                 |
| 2009 | One Life                                    | Welcome to the Dance                | 15              | 29              | —               |                 |